# Alexandria Ocasio-Cortez
Alexandria Ocasio-Cortez, również AOC (ur. 13 października 1989 w Nowym Jorku) – amerykańska polityczka pochodzenia portorykańskiego, należąca do Partii Demokratycznej, członkini Izby Reprezentantów Stanów Zjednoczonych jako reprezentantka 14. dzielnicy kongresowej Nowego Jorku od 2019. Dystrykt ten składa się ze wschodniej część Bronksu, części północno-centralnej Queens i Wyspy Rikers w Nowym Jorku.
Zdobyła uznanie w kraju po wygraniu prawyborów Partii Demokratycznej 26 czerwca 2018. Pokonała w nich Joego Crowleya, który zasiadał w Izbie Reprezentantów przez 10 kadencji. Uznane to zostało za jedno z najbardziej zaskakujących zwycięstw w śródokresowych prawyborach w 2018. Pokonała także Republikańskiego przeciwnika Anthony’ego Pappasa w wyborach parlamentarnych w listopadzie 2018. Została również wybrana ponownie w wyborach w 2020, 2022 i 2024.
Zajmując stanowisko w wieku 29 lat, Ocasio-Cortez stała się najmłodszą kobietą, która kiedykolwiek zasiadała w Kongresie Stanów Zjednoczonych. Była także najmłodszą członkinią 116. Kongresu. Została zauważona dzięki swojej aktywności w mediach społecznościowych związanej ze swoją działalnością polityczną.
Razem z Rashidą Tlaib są pierwszymi kobietami związanymi z Demokratycznymi Socjalistami Ameryki (DSA), które zostały wybrane do Senatu . AOC popiera progresywne podejście, w którym zawiera się likwidacja urzędu imigracyjnego ICE, bezpłatne szkolnictwo, rozszerzenie opieki zdrowotnej Medicare, reforma prawa dostępu do broni palnej i systemu prywatnych zakładów karnych oraz budownictwo publiczne.

## Dzieciństwo i młodość
Urodzona w katolickiej rodzinie w Nowym Jorku. Jest córką architekta Sergio Ocasio-Romana, urodzonego na Bronksie w portorykańskiej rodzinie, i gospodyni domowej Blanki Ocasio-Cortez (z domu Cortez) pochodzącej z Portoryko. Ma młodszego brata o imieniu Gabriel. Uczęszczała do odległej o ok. 240 mil Yorktown High School w hrabstwie Arlington, położonej w północnej części stanu Wirginia, gdyż poziom szkół w jej okolicy był bardzo zły. Studiowała ekonomię i stosunki międzynarodowe na Boston University.
Przez pierwsze 5 lat swojego życia Ocasio-Cortez mieszkała ze swoją rodziną w mieszkaniu w sąsiedztwie Parkchenster na Bronksie, następnie razem z rodziną przeprowadziła się do domu na przedmieściach Yorktown Heights. Uczęszczała do liceum Yorktown High School, które ukończyła w 2007. W liceum i na studiach używała imienia Sandy Ocasio.
W 2007 jej projekt naukowy dotyczący wpływu antyoksydantów na długość życia nicieni z gatunku Caenorhabditis elegans zajął drugie miejsce w międzynarodowym konkursie Intel ISEF w kategorii mikrobiologia. Osiągnięcie to zostało uhonorowane poprzez nazwanie jednej z asteroid Układu Słonecznego jej nazwiskiem: (23238) Ocasio-Cortez.
W liceum brała udział w Krajowym Latynoskim instytucie Lorenzo de Zavala (LDZ) w sesji legislacyjnej młodzieży. Później, już na studiach, została się sekretarką stanu LDZ. Pobierała stypendium Johna F. Lopeza.
Po ukończeniu liceum AOC zaaplikowała do Uniwersytetu Bostońskiego. Gdy w 2008 zmarł na raka płuc jej ojciec, Ocasio-Cortez jako studentka drugiego roku zaangażowała się w długi proces majątkowy. Doświadczenie to pomogło jej dowiedzieć się jak mówi – z pierwszej ręki, jak adwokaci wyznaczeni przez sąd do zarządzania spadkiem mogą wzbogacać się kosztem rodzin walczących o zrozumienie biurokracji.
Podczas studiów była stażystką senatora Teda Kennedy’ego, działając w sekcji o zagranicznych stosunkach i problemach imigracyjnych. Wspominała: Byłam jedyną hiszpańską mówczynią i w rezultacie zawsze, gdy do biura ktoś gorączkowo dzwonił, ponieważ szukał męża, który został porwany z ulicy przez ICE, to ja, 19–20-latka, musiałam odebrać ten telefon. Byłam jedyną, która pomagała tej osobie w zmaganiu się z systemem.
W 2011 ukończyła studia cum laude na Uniwersytecie Bostońskim z tytułem magister sztuk wyzwolonych ze stosunków międzynarodowych i ekonomii.

## Początek kariery
Po ukończeniu studiów wróciła na Bronx i zaczęła pracować jako barmanka i kelnerka, aby pomóc matce – sprzątaczce i kierowcy szkolnego autobusu – spłacić długi. Następnie stworzyła Brook Avenue Press, nieistniejące już wydawnictwo książek opisujących Bronx w pozytywnym świetle. Ocasio-Cortez pracowała też dla organizacji non-profit National Hispanic Institute.
Określa się jako socjalistyczna demokratka. Jest członkinią Demokratycznych Socjalistów Ameryki (DSA).
Przed wyborami prezydenckimi w 2016 pracowała w sztabie kandydata w prawyborach Partii Demokratycznej Berniego Sandersa i wtedy po raz pierwszy zaangażowała się w politykę ogólnokrajową. Po wyborach podróżowała samochodem przez Amerykę, zatrzymując się w miejscach takich jak Flint, Michigan i Standing Rock Indian Reservation w Dakocie Północnej, rozmawiając z ludźmi, na których miał wpływ kryzys wodny we Flint i Dakota access pipeline. Wizytę w Standing Rock Indian Reservation w grudniu 2016 nazwała punktem zwrotnym, mówiąc, że przedtem wierzyła, że aby efektywnie kandydować, trzeba mieć majątek, wpływ społeczny i władzę. Wizyta w Dakocie Północnej, gdzie zobaczyła ludzi, którzy ryzykują swoje życie i majątek, aby obronić swoją społeczność, zainspirowała ją do pracy na rzecz jej społeczności. Po powrocie z podróży odebrała telefon z Brand New Congress, który rekrutował rozwijających się kandydatów (nominował ją jej brat).

## Izba Reprezentantów Stanów Zjednoczonych

### Wybory

#### 2018
Gdy rozpoczęła swoją kampanię w kwietniu 2017, zajmowała się barem i obsługą gości w nowojorskiej taquerii Flats Six przy Union Square. Była pierwszą osobą od 2004 rywalizującą w prawyborach z Joem Crowleyem, członkiem „The House Democratic Caucus”. Zmierzyła się z problemem nierówności finansowej, mówiąc: Nie można pokonać dużych pieniędzy z jeszcze większą ilością pieniędzy. Trzeba zmienić taktykę. Zajęła się mobilizacją członków szeregowych bez pomocy finansowej od innych korporacji. Plakaty użyte w jej kampanii były inspirowane “rewolucyjnymi plakatami i ilustracjami z przeszłości”.
15 czerwca kandydaci wzięli udział w lokalnym politycznym talk show „Inside City Hall”. Wywiad przeprowadziła Errol Louis. Kanał telewizyjny NY1 określił dyskusję jako debatę. Trzy dni później została zaplanowana debata w nowojorskiej dzielnicy Bronx, jednak Crowley nie wziął w niej udziału. Reprezentowała go była uczestniczka nowojorskiej rady miejskiej Annabel Palma.

##### Adnotacje
Ocasio-Cortez została poparta przez progresywne organizacje działające na rzecz praw obywatelskich, takie jak MoveOn i Democracy for America, a także przez aktorkę oraz debiutującą kandydatkę Cynthię Nixon. W wyborach gubernatorskich w 2018 Nixon, tak jak Ocasio-Cortez, również rzuciła wyzwanie wieloletniemu demokratycznemu gubernatorowi Andrew Cuomo.
Gubernator Cuomo poparł Crowleya, podobnie jak inni senatorowie z Nowego Jorku, Chuck Schumer i Kirsten Gillibrand, a także burmistrz Nowego Jorku Bill de Blasio, wielu przedstawicieli Stanów Zjednoczonych, różni lokalni urzędnicy i członkowie związków zawodowych oraz grup takich jak Sierra Club, Planned Parenthood, The Working Families Party, NARAL Pro-Choice America oraz Moms Demand Action for Gun Sense in America.
Przedstawiciel Kalifornii Ro Khanna, demokrata, początkowo poparł Crowleya, lecz później zmienił swoje poparcie na rzecz Ocasio-Cortez.

##### Prawybory
26 czerwca 2018 Ocasio-Cortez zdobyła 57.13% głosów (15 897), pokonując Joe Crowleya z 42.5% (11 761) głosów, radnego pełniącego funkcję przez 10 lat. Wyniki zaszokowały wielu komentatorów i analityków politycznych. Magazyn Time nazwał zwycięstwo AOC największym dotychczas zdenerwowaniem wyborów w roku 2018. CNNprzyjęło podobne stanowisko. The New York Times nazwał je szokującą porażką wtorku, największą stratą urzędującego demokrata od ponad dekady, która odbije się echem w całej partii i kraju. The Guardian nazwał je jednym z największych poruszeń w najnowszej historii politycznej Ameryki. Ocasio-Cortez zyskała poparcie niektórych wpływowych grup po lewej stronie partii. Merriam-Webster poinformował, że liczba wyszukiwań słowa „socjalizm” po jej zwycięstwie wzrosła o 1500%.
Crowley przyznał się do porażki w noc wyborczą, ale nie pogratulował od razu Ocasio-Cortez, podsycając krótkotrwałe spekulacje, że zamierza występować przeciwko niej w wyborach powszechnych. Bernie Sanders i Noam Chomsky pogratulowali zwyciężczyni. Kilku komentatorów zwróciło uwagę na podobieństwa między zwycięstwem Ocasio-Corteza nad Crowleyem, a zwycięstwem ruchu TEA Party Dave’a Brata w 2014 nad przywódcą większości Izby Reprezentantów Erikiem Cantorem w tradycyjnie republikańskiej siódmej dzielnicy Kongresu w Wirginii. Podobnie jak Crowley, Cantor był wysoko postawionym członkiem klubu swojej partii.
Po zwycięstwie Ocasio-Cortez poparło kilku postępowych demokratów, wykorzystując jej rozpoznawalność i wpierając finansowo.
Bez kampanii Ocasio-Cortez wygrała w partii jako kandydatka do wpisu w sąsiednim okręgu kongresowym, zajmując 15. miejsce w Nowym Jorku z łączną liczbą 9 głosów, najwyższą spośród wszystkich 22 kandydatów. Nie przyjęła nominacji.

##### Wybory powszechne
Ocasio-Cortez zmierzyła się z republikańskim kandydatem Anthonym Pappasem w wyborach powszechnych 6 listopada. Pappas, profesor ekonomii, nie prowadził aktywnej kampanii. 14 dzielnica jest szóstą najbardziej demokratyczną dzielnicą Nowego Jorku, z liczbą zarejestrowanych demokratów przewyższającą liczebnie republikanów prawie 6:1.
Ocasio-Cortez została poparta przez różne politycznie progresywne organizacje i postacie, w tym byłego prezydenta Baracka Obamę i amerykańskiego senatora Berniego Sandersa. Przemawiała na konferencji Netroots Nation i została nazwana niekwestionowaną gwiazdą konwencji.
Crowley był kandydatem Working Families Party (WFP) i Women’s Equality Party (WEP). Ani on, ani partia WFP nie prowadzili aktywnej kampanii. Obaj poparli Ocasio-Cortez po demokratycznych prawyborach. Były senator Connecticut, Joe Lieberman, który wygrał reelekcję w 2006, po przegranej w demokratycznych prawyborach 17 lipca napisał artykuł w gazecie The Wall Street Journal wyrażając nadzieję, że Crowley zacznie aktywnie prowadzić kampanię według linii wyborczej WFP. Dyrektor zarządzający WFP, Dan Cantor, napisał przeprosiny dla Ocasio-Cortez w New York Daily News, prosząc wyborców, by nie głosowali na Crowleya, jeśli jego nazwisko pozostanie na liście.
Ocasio-Cortez wygrała wybory z 78% głosów (110 318) przy 14% Pappasa (17 762). Crowley w WFP i WEP otrzymał 9348 głosów (6,6%). Zwycięstwo AOC było częścią szerszego sukcesu demokratów w wyborach w 2018, gdyż partia uzyskała kontrolę nad izbą, zdobywając 41 miejsc. Saikat Chakrabarti, który był współprzewodniczącym kampanii AOC, został szefem sztabu jej biura w Kongresie.

##### W mediach
„The Young Turks”, lewicowy program informacyjny, był pierwszym medium, które zaoferowało Ocasio-Cortez miejsce antenowe i zajęło się jej kampanią. Po wygraniu prawyborów bardzo szybko zwróciła na siebie uwagę światowych mediów. Pojawiała się w wielu artykułach i telewizyjnych talk-show. Zwróciła na siebie uwagę podczas prowadzenia kampanii dla Jamesa Thompsona w Kansas w lipcu 2018, występując u boku Sandersa. Wiec w Wichita musiał zostać przeniesiony z teatru oferującego 1500 miejsc, bo o wiele więcej osób wyraziło zainteresowanie wydarzeniem. Przybyło ich 4 tysiące, część musiała zająć miejsca na podłodze. Benjamin Wallace-Wells napisał w magazynie The New Yorker: mimo że Sanders de facto pozostawał liderem w rosnącej w siłę lewicy, nie jest w stanie robić rzeczy, które nie przychodzą mu naturalnie, jak na przykład dawanie nadziei. Wallace-Wells zasugerował, że Ocasio-Cortez ułatwiła zadanie Sandersowi, zwracając uwagę na to, w jaki sposób sprawiła, że pomysły, które kiedyś wydawały się radykalne, trafiły do nurtu powszechnych przekonań. Ocasio-Cortez po raz pierwszy zapowiedziała swoją kandydaturę podczas wywiadu z Jimmym Dorem w czerwcu 2017.
Po pierwszej wygranej AOC Brain Stelter napisał, że progresywne programy medialne, takie jak The Young Turks czy The Intercept, od początku zaważały nadchodzącą wściekłość Ocasio-Cortez. Margaret Sullivan pisała w The Washington Post, że tradycyjne sposoby mierzenia opłacalności kampanii, takie jak całkowita zbiórka pieniędzy, przyczyniły się do upadku mediów i że kampania powinna być bliżej tego, co myślą i czują wyborcy: złość czy urazę, pozbawienie prawa głosu w sprawach dotyczących władzy oraz finansowe obawy wyborców.
W 2018 kampania Ocasio-Cortez została ukazana na okładce czerwcowej edycji nowojorskiego miesięcznika „The Independent”. Kampania z prawyborów Ocasio-Cortez została opisana przez Michaela Moora w dokumencie „Farenheit 11/9” (2018). Przed wygraną w prawyborach AOC była rzadko wspominana w gazetach i magazynach. Media zwróciły też uwagę na to, że nie miała artykułu w Wikipedii, co wywołało krytykę i podejrzenie, że środowisko encyklopedystów ma wyraźne uprzedzenie do kobiet.
The Young Turks dalej zajmowały się promocją Ocasio-Cortez i obroną jej przed politycznymi i medialnymi przeciwnikami, którzy postrzegali ją jako osobę spoza kultury politycznej partii, od czasu do czasu krytykując jej działania.
Tuż przed przejęciem przez AOC stanowiska użytkownik Twittera o nicku „AnonymousQ” udostępnił film przedstawiający Ocasio-Cortez podczas imprezy studentów z Uniwersytetu Bostońskiego. Wielu użytkowników broniło jej w internecie, podkładając do filmu utwory takie jak Gangnam Style czy Mambo No. 5. W ramach odpowiedzi Ocasio-Cortez udostępniła film przedstawiający ją beztrosko tańczącą przed biurem kongresowym do utworu „War” Edwina Starra.
W 2019 Elizabeth Warren napisała wstęp o Ocasio-Cortez do „Time 100”. W styczniu 2019 w filmie dokumentalnym „Knock Down the House” AOC była jedną z 4 kobiet demokratek, które w 2018 roku brały udział w wyborach i nie pełniły wcześniej funkcji publicznych. Pozostałe kobiety to Amy Vilel, Cori Bush i Paula Jean Swearengin. Tylko Ocasio-Cortez udało się wygrać prawybory. Film miał swoją premierę na Sundance Film Festival w 2019. Na platformie Netflix został umieszczony 1 maja 2019.

#### 2020
W 2020 Michelle Caruso-Cabrera walczyła o wygraną z Ocasio-Cortez w prawyborach demokratów. Po tym, jak Ocasio-Cortez wygrała nominację, Carus-Carbera wystartowała w wyborach powszechnych jako kandydatka z ramienia Ruchu Save America. Wśród republikańskich przeciwników Ocasio-Cortez w wyborach powszechnych znaleźli się kandydat John Cummings i były funkcjonariusz policji Antoine Tucker.
W „American Prospect” w październiku 2020 pojawił się artykuł, w którym napisane było, że Ocasio-Cortez spędza kampanię wyborczą 2020, prowadząc warsztaty dla wyborców na temat organizowania miejsc pracy, zwalczania eksmisji oraz organizowania kolektywistycznej opieki nad dziećmi.
20 października 2020 Ocasio-Cortez była gospodynią streamu Twitch, grając w grę opierającą się na społecznej dedukcji „Among Us”. Grała z inną kongresmenką Ilhaną Omar oraz z kilkoma uznanymi graczami, takimi jak Pokiman, DrLupo oraz z mxmtoon. Stream zgromadził ponad 400 tys. widzów i według J. Rivera z Guardiana pomógł wizerunkowi AOC, uczłowieczając ją. Ocasio-Cortez ponownie zrobiła stream „Among Us” 27 listopada 2020, tym razem grając z Hasanem Pikerem, xQc, ContraPoints i Jagmeetem Singhem, by zebrać pieniądze na spiżarnie z jedzeniem, na pomoc prawną w zakresie obrony przed eksmisją oraz na wsparcie społeczne dla osób dotkniętych trudnościami ekonomicznymi w trakcie pandemii COVID-19. Stream zgromadził ponad 200 tys. odbiorców. Ocasio-Cortez napisała później: Ta pomoc będzie miała ogromne znaczenie dla tych, którzy jej potrzebują.

### Kadencja
Obejmując urząd w wieku 29 lat, Ocasio-Cortez stała się najmłodszą kobietą zasiadającą w Kongresie Stanów Zjednoczonych oraz najmłodszą członkinią 116. w historii kongresu. Kiedy 3 stycznia 2019 Kongres rozpoczął kadencję, Ocasio-Cortez nie miała doświadczenia w samodzielnej działalności politycznej, ale była rozpoznawalna w mediach, w tym mediach społecznościowych. Axios przyznał jej taką samą popularność w mediach społecznościowych, jak jej koledzy Demokraci na pierwszym roku studiów razem wzięci. W marcu 2021 miała 12 milionów obserwujących na Twitterze oraz 8,9 mln obserwujących na Instagramie i 500 tys. obserwujących na Facebooku. Jej partyjni koledzy poprosili o korepetycje z mediów społecznościowych.
Na początku lipca 2019 wniesiono przeciwko niej dwa pozwy za blokowanie Joey Salads i Dov Hikind na Twitterze, w świetle orzeczenia Sądu Apelacyjnego Drugiego Okręgowego Sądu Apelacyjnego, że blokowanie ludzi na Twitterze przez prezydenta Trumpa było naruszeniem pierwszej poprawki. 4 listopada 2019 ogłoszono, że sprawę umorzono, wydając oświadczenie z przeprosinami za blokadę AOC na Twitterze.
W wywiadzie z 2019 Ocasio-Cortez powiedziała, że przestała używać swojego prywatnego konta na Facebooku i zminimalizowała korzystanie ze wszystkich kont i platform w mediach społecznościowych, nazywając je zagrożeniem dla zdrowia publicznego.

#### Początki
W listopadzie 2018, pierwszego dnia pracy nowej kadencji kongresu, Ocasio-Cortez uczestniczyła w proteście przeciwko zmianom klimatycznym przed biurem Nancy Pelosi, Przewodniczącej Izby Reprezentantów. W tym samym miesiącu, po tym jak Partia Demokratyczna odzyskała większość w kongresie, poparła kandydaturę Pelosi na przewodniczącą Izby Reprezentantów pod warunkiem, że Pelosi pozostanie najbardziej postępowym kandydatem na to stanowisko.
W grudniu 2018, podczas wprowadzenia dla nowych członków, Ocasio-Cortez napisała na Twitterze o wpływie interesów korporacyjnych sponsorów takich jak American Enterprise Institute i the Center for Strategic and International Studies: Lobbyści są tutaj. Goldman Sachs jest tutaj. Gdzie jest siła robocza? Aktywiści? Liderzy społeczności?
W styczniu 2019, gdy Ocasio-Cortez wygłosiła swoje pierwsze przemówienie na sali kongresu, C-SPAN opublikował jej nagranie na Twitterze. W przeciągu 12 godzin nagranie 4-minutowej mowy osiągnęło rekordową liczbę wyświetleń, jako najczęściej oglądany film C-SPAN na Twitterze.

#### Obrady
W lutym 2019, przemawiając na kongresowym spotkaniu zespołu przedstawicieli grup nadzorujących finansowanie kampanii, Ocasio-Cortez kwestionowała rozwiązania dotyczące przepisów etycznych wobec prezydenta i członków kongresu. Zapewniła, że żadne przepisy nie chronią pracodawcy od bycia kupionym przez zamożną korporacje. Wideo z konferencji zostało udostępnione później na Twitterze. Osiągnęło 37,5 miliona wyświetleń i stało się najczęściej odtwarzanym politycznym filmem na tym portalu społecznościowym.
Kiedy były prawnik prezydenta Donalda Trumpa, Michael Cohen, wystąpił przed komisją nadzorczą w lutym 2019, Ocasio-Cortez zapytała go, czy Trump zawyżał wartości nieruchomości w celach bankowych lub ubezpieczeniowych i dopytywała, gdzie można znaleźć informacje na ten temat. Odpowiedź Cohena sugerowała, że Trump mógł popełnić oszustwa bankowe i podatkowe w swoich zeznaniach podatkowych, sprawozdaniach finansowych i dokumentach dotyczących nieruchomości. Przewodniczący organizacji American Constitution Society pochwalił AOC za uzyskanie konkretnych informacji od Cohena o podejrzanych działaniach Trumpa. Felietonista David Brooks z „New York Times” zachwalał jej umiejętności wydobywania informacji. Wymiana pytań, do jakiej doszło pomiędzy Cohenem a Ocasio-Cortez, rozpoczęła śledztwo nowojorskiej prokuratorki generalnej Letitii James, która odniosła się do sprawy w sierpniu 2020, składając pozew sądowy, który miał zmusić firmy Trumpa do zastosowania się do wezwań dotyczących informacji finansowych i zmusić jego syna Erica do zeznań.
W 2020 roku uzyskała reelekcję do Kongresu.

#### W mediach
Według raportów z marca 2019 Ocasio-Cortez na początku swojej kadencji jako kongresmenka była aktywnie komentowana w mediach, osiągając wyniki na równi z kandydatami na prezydenta w kampanii 2020. Została uznana jedną z twarzy Partii Demokratycznej i jedną z najczęściej komentowanych polityczek i polityków w całych Stanach Zjednoczonych. Pomiędzy 8 a 14 czerwca 2019 roku zwróciła więcej uwagi mediów społecznościowych niż demokratyczni kandydaci na prezydenta. Firma NewsWhip obliczyła, że liczba wzmianek o Ocasio-Cortez w prasie wyniosła 4,8 miliona, podczas gdy żaden demokratyczny kandydat na prezydenta nie uzyskał ich więcej niż 1,2 miliona. David Bauder z Associated Press napisał, że zwolennicy Trumpa są zadowoleni z małego sukcesu, bo gdy ludzie myślą o Partii Demokratycznej, to Ocasio-Cortez jest pierwszą osobą, który przychodzi do głowy.
Według badań Media Matters for America Ocasio-Cortez była osobą, o której prowadzono intensywne dyskusje na kanałach Fox News i Fox Business. Od 25 lutego to 7 kwietnia 2019 była wspominana w sumie 3181 razy (75 razy na dzień). David Smith z „The Guardian” napisał, że jest to dowód na to, że Fox ma obsesję na punkcie Ocasio-Cortez, przedstawiając ją jako radykalną socjalistkę, które zagraża amerykańskiemu stylowi życia. Brian Stelter z CNN Business odkrył, że pomiędzy styczniem a czerwcem 2019 roku w Fox wspomniano o AOC trzy razy więcej niż w CNN czy MSNBC i siedem razy więcej niż o Jamesie Clyburnie, demokratycznym liderze w Izbie Reprezentantów. Stelter napisał, że uwaga, którą przyciąga Ocasio-Cortez, wynika z percepcji, szczególnie z prawej strony, że jej stanowiska i zasady reprezentują całą Partię Demokratyczną jako jedność. W badaniu opinii publicznej obejmującym prawie 2100 amerykańskich respondentów stwierdzono, że republikański wyborcy byli bardziej świadomi istnienia i działalności Ocasio-Cortez niż ci demokratyczni.
W marcu 2019 PolitiFact poinformował, że Ocasio-Cortez jest jedną osób politycznych, którym są najczęściej stawiane fałszywe zarzuty, mimo że właśnie weszła do Kongresu. Fałszywe cytaty jej przypisywane, fotomontaże i plotki rozchodzą się bardzo szybko w mediach społecznościowych. Niektóre z nich pochodzą z 4chan i r/The_Donald. Do lipca 2019 fałszywe materiały dotyczyły tego, co o AOC powiedział Trump, np. Mam bardzo dobry mózg i powiedziałam wiele rzeczy. 18 lipca 2019 Charlie Rispoli, policjant z Gretny, opublikował pozorną groźbę zastrzelenia Ocasio-Cortez, nazywając ją nikczemną idiotką, która potrzebuje rundy, a nie mam na myśli tego rodzaju, którą oferowała jako barmanka. Rispoli opublikował komentarz w odpowiedzi na fałszywy artykuł, w którym fałszywie zacytował Ocasio-Cortez mówiącą: Za dużo płacimy żołnierzom. Zdjęcie z artykułu dostało etykietę satyra. Rispoli został zwolniony, a jego konto na Facebooku usunięte.

#### „The Squad”
Ocasio-Cortez wraz z Ilhan Omarą, Ayanną Pressley, Rashidą Tlaib, Cori Bush i Jamaalem Bowmanem jest członkinią nieformalnej grupy postępowych członków i członkiń Kongresu, zwanej „The Squad”. 14 lipca 2019 Trump zaatakował Squad (który miał wówczas tylko 4 członków) na Twitterze, pisząc, że powinni wrócić i pomóc naprawić kraje, z których pochodzą, zamiast krytykować amerykański rząd. W ciągu następnych kilku dni nadal wygłaszał podobne uwagi, mimo że trzy kobiety, w tym Ocasio-Cortez, urodziły się w Stanach Zjednoczonych. Ocasio-Cortez odpowiedziała w tweecie, że słowa prezydenta [wczoraj], mówiące czterem niebiałym amerykańskim kongresmenom i kongresmenkom 'wracajcie do własnego kraju’, są znakiem rozpoznawczym białych suprematystów. Później dodała: Nie zostawiamy rzeczy, które kochamy, a kiedy kochamy ten kraj, oznacza to, że proponujemy rozwiązania, które go naprawią Kilka dni później Trump fałszywie zapewnił, że Ocasio-Cortez nazwała nasz kraj i nasz naród śmieciem. Faktycznie jednak powiedziała, że Amerykanie nie powinni zadowolić się umiarkowaną polityką, która jest o 10% lepsza od śmieci. Trump również fałszywie twierdził, że Ocasio-Cortez powiedziała, że nielegalni imigranci są bardziej amerykańscy niż Amerykanie, którzy próbowali ich powstrzymać. W rzeczywistości AOC powiedziała, że kobiety i dzieci na tej granicy, które próbują znaleźć schronienie i szansę […] w Ameryce, zachowują się bardziej po amerykańsku niż ci, którzy próbowali ich powstrzymać.

#### „Green New Deal”
7 lutego 2019 Ocasio-Cortez przedstawiła w kongresie swój pierwszy projekt aktu prawnego, „Zielony Nowy Ład” (ang. Green New Deal). Wraz z senatorem Edem Markeyem opublikowała niewiążącą rezolucję określającą główne elementy 10-letniej gospodarczej mobilizacji, która miałaby wyeliminować całkowicie zużycie paliwa kopalnego i przebudować infrastrukturę kraju. W planie znalazło się wprowadzenie społecznego kosztu emisji dwutlenku węgla, który był częścią planów Obamy dotyczących globalnego ocieplenia. Celem było tworzenie miejsc pracy i ożywienie gospodarki. Według CNBC wstępnym zarysem „Green New Deal” było całkowite porzucenie paliw kopalnych, odnowienie lub wymiana każdego budynku w kraju i całkowity remont transportu do momentu, w którym podróże lotnicze przestaną być potrzebne. W konspekcie wyznaczono za cel stworzenie zerowych emisji netto gazów cieplarnianych w przeciągu 10 lat. Ustawodawcy wyjaśnili: Postawiliśmy sobie za cel zerowe emisje netto, a nie zero emisji w przeciągu 10 lat, ponieważ nie jesteśmy pewni, czy uda nam się całkowicie pozbyć się gazów cieplarnianych wydzielanych przez krowy i samolotów tak szybko. Plan został poparty przez aktywistyczne grupy takie jak Greenpeace i Sunrise Movement. Żaden republikański kongresmen nie wsparł projektu. Plan zyskał poparcie niektórych demokratycznych senatorów, w tym Elizabeth Warren, Bernie Sandersa i Cory’ego Bookera, reszta demokratów, jak senator Dianne Feinstein i przewodnicząca obrad Kongresu Nancy Pelosi, odrzucili propozycja (Pelosi określiła to jako zielone marzenie, czy jak to nazywają).
26 marca republikańscy senatorowie wezwali do wcześniejszego głosowania nad „Green New Deal”, bez pozwolenia na dyskusje ani wypowiedzi ekspertów. Markey powiedział, że republikanie próbowali kpić z debaty o Green New Deal i nazwał głosowanie pozorowanym. W proteście demokraci z senatu zagłosowali przeciw ustawie, co doprowadziło do porażki 57 do 0 głosów.
W marcu 2019 grupa aktywistów z Wielkiej Brytanii zaproponowała Partii Pracy podobny plan pod nazwą „Labour for a Green New Deal”. Grupa stwierdziła, że zainspirowała się ruchem Sunrise Movement i pracą Ocasio-Cortez w Stanach Zjednoczonych.

#### Doświadczenie przemocy słownej
20 lipca 2020 reprezentanci republikańscy Ted Yoho i Roger Williams zaczepili Ocasio-Cortez na schodach Kapitolu, gdzie Yoho (jak słyszał jeden z dziennikarzy) nazwał ją obrzydliwą i powiedział: jesteś popieprzona po tym, jak wcześniej zasugerowała, że ubóstwo i bezrobotność spowodowały wzrost przestępczości w Nowym Jorku podczas pandemii COVID-19 w związku z ciągłymi cięciami budżetów policji. Ocasio-Cortez odpowiedziała Yoho, że jest nieuprzejmy. Kiedy oddalała się od Yoho i wchodziła do Kapitolu, ten nazwał ją pieprzoną suką. Kiedy pytano ją o ten incydent, Ocasio-Cortez powiedziała: Nigdy nie brałam udziału w tego typu konfrontacji… Nigdy nie narzucono mi takiego nagłego, obrzydliwego braku szacunku. Poproszono Yoho o komentarz, ale odmówił. Przywódca mniejszości Kevin McCarthy potępił zachowanie Yoho. House Majority Leader Steny Hoyer powiedział, że Yoho powinien przeprosić publicznie i że jego zachowanie wymaga wyciągnięcia konsekwencji.
Następnego dnia Yoho poruszył sprawę w Białym Domu i bez podawania nazwiska Ocasio-Cortez powiedział, że nie wyzywał nikogo bezpośrednio ofensywnymi określeniami. Przeprosił za nagły sposób rozmowy z koleżanką z Nowego Jorku. To prawda, że nie zgadzają się z polityką i wizją Ameryki, ale to nie znaczy, że jego stosunek do koleżanki jest lekceważący. Jestem bardzo świadomy swoich wypowiedzi; żonaty od 45 lat i ojciec dwóch córek. Ocasio-Cortez odpowiedziała na przeprosiny Yoho następnego dnia. W publicznej telewizji potępiła męskie przywileje, seksizm obecny w systemie i kulturze oraz agresywny język wobec kobiet. Skrytykowała również Yoho za chowanie się za swoją żoną i córkami:
Posiadanie córki nie sprawia, że mężczyzna jest przyzwoity. Posiadanie żony nie czyni mężczyzny przyzwoitym. Traktowanie ludzi z szacunkiem i godnością czyni mężczyznę przyzwoitym. Ja też jestem czyjąś córką. Mój ojciec, na szczęście, nie żyje i nie widzi, w jaki sposób Pan Yoho traktuje jego córkę. Moja mama miała szansę zobaczyć brak szacunku, jakim mnie obdarzono w telewizji. Jestem tutaj, bo muszę pokazać swoim rodzicom, że jestem ich córką i że nie wychowali mnie, żeby akceptować przemoc ze strony mężczyzn.

#### Inne kwestie
W kwietniu 2020 Ocasio-Cortez była jedną z 77 reprezentantów i reprezentantek, którzy wezwali do publicznego przekazywania danych dotyczących przypadków COVID-19 w domach opieki i placówkach opieki długoterminowej. W marcu 2021 Ocasio-Cortez i przedstawiciel Jamaal Bowman wezwali gubernatora Nowego Jorku Andrew Cuomo do rezygnacji, powołując się na zarzuty dotyczące niewłaściwego postępowania seksualnego i skandalu w domu opieki COVID-19 administracji Cuomo w Nowym Jorku dotyczącego zaniżenia statystyk śmierci z powodu COVID-19.
W prawie 90-minutowym filmie na Instagram Live w lutym 2021 Ocasio-Cortez powiedziała, że w swoim życiu doświadczyła napaści na tle seksualnym i opowiedziała swoje doświadczenie podobnego strachu podczas szturmu na Kapitol Stanów Zjednoczonych w 2021, kiedy była w swoim biurze (w budynku biurowym Cannon House). Powiedziała, że ukryła się wtedy w łazience w biurze, po czym została zaskoczona przez oficera policji Kapitolu, który wszedł do jej biura i krzyknął: gdzie ona jest. Następnie nakazał jej i personelowi ewakuację do innego budynku biurowego. Ocasio-Cortez powiedziała, że oficer nie przedstawił się i na początku po jego głosie sądziła, że jest napastnikiem. Opisała ukrywanie się w biurze reprezentantki Katie Porter i przygotowywanie się do tego, co wydawało się, że będzie atakiem uczestników zamieszek na ich biura. Powiedziała: W pewnym momencie miałam bardzo wyraźne wrażenie, że umrę.
Ocasio-Cortez zareagowała na kryzys energetyczny w Teksasie w 2021, organizując zbiórkę pieniędzy na zapewnienie żywności, wody i schronienia dla poszkodowanych mieszkańców i mieszkanek Texasu. Zbiórka, która zaczęła się 18 lutego, osiągnęła 2 miliony dolarów pierwszego dnia i 5 milionów dolarów do 21 lutego. Pieniądze zostały przekazane organizacjom takim jak: Houston Food Bank i North Texas Food Bank. Ocasio-Cortez przyjechała do Houston, by pomagać wolontariuszom w naprawie szkód.
15 kwietnia 2021 Ocasio-Cortez razem z trójką innych senatorów i senatorek zwołała konferencję prasową, by ogłosić projekt ustawy mającej na celu wdrożenie pilotażowych programów bankowości pocztowej na obszarach wiejskich i miejskich o niskich dochodach, w których miliony gospodarstw domowych nie mają dostępu do standardowych usług bankowych, albo ich na nie nie stać. Ocasio-Cortez opisała rodziny, które widzi w swojej społeczności miejskiej, które muszą polegać w pełni na firmach realizujących czeki gotówkowe, które mają wygórowane oprocentowania z powodu braku głównych banków: Pojawiają się w punkcie realizacji czeków i realizują czeki stymulacyjne, od których pobierane jest 10 do 20%.

## Poglądy polityczne
Określa się jako socjalistyczna demokratka. Jest członkinią Demokratycznych Socjalistów Ameryki (DSA). W wywiadzie dla stacji NBC Meet the Press opisała demokratyczny socjalizm jako część tego, czym jestem. To nie wszystko, czym jestem. I myślę, że to bardzo ważne rozróżnienie. Podczas wywiadu Firing Line w PBS, w odpowiedzi na pytanie o demokratyczny socjalizm ostatecznie wzywający do zakończenia kapitalizmu, odpowiedziała: Ostatecznie idziemy w kierunku postępu w tej kwestii. Myślę, że zobaczymy ewolucję naszego systemu gospodarczego w bezprecedensowym stopniu i trudno powiedzieć, jaki to kierunek. Później na konferencji powiedziała: Dla mnie kapitalizm jest nie do naprawienia.
Popiera progresywne podejście, w którym zawiera się likwidacja urzędu imigracyjnego ICE, bezpłatne szkolnictwo, rozszerzenie opieki zdrowotnej Medicare, reforma prawa dostępu do broni palnej i systemu prywatnych zakładów karnych, budownictwo publiczne, anulowanie wszystkich niespłaconych długów studenckich w wysokości 1,6 biliona dolarów, gwarantowane urlopy rodzinne, zakończenie prywatyzacji więzień oraz polityka energetyczna oparta w 100% na odnawialnych źródłach energii.
Jest otwarta na wykorzystanie nowoczesnej teorii monetarnej (MMT) jako ścieżki ekonomicznej, która mogłaby zapewnić finansowanie i umożliwić realizację tych celów. Powiedziała Anderson Cooper, że opowiada się za polityką, która najbardziej przypomina to, co widzimy w Wielkiej Brytanii, Norwegii, Finlandii, Szwecji.
Poparła Berniego Sandersa w wyborach prezydenckich w 2020 i pojawiła się z nim na przemówieniach. Na wiece wyborcze, w których uczestniczyła, przyciągała największe tłumy spośród wszystkich wieców prezydenckich. 25 stycznia dołączyła do Michaela Moore’a, aby zastąpić Sandersa na wiecu na Uniwersytecie Iowa, podczas gdy Sanders uczestniczył w procesie Senatu o impeachment Trumpa.

### Środowisko
Ocasio-Cortez opisała globalne ocieplenie jako największe zagrożenie bezpieczeństwa narodowego Stanów Zjednoczonych i największe zagrożenie dla światowej cywilizacji uprzemysłowionej. Nawiązując do ostatniego raportu ONZ, który wskazuje na to, że jak emisja dwutlenku węgla nie zostanie ograniczona w przeciągu 12 lat, skutki globalnego ocieplenia będą nieodwracalne, stwierdziła, że aby powstrzymać masowe wymieranie ludzi, należy natychmiast zająć się problemem globalnego ocieplenia.
W planie środowiskowym Ocasio-Cortez „Zielony Nowy Ład” zawarto przejście Stanów Zjednoczonych na sieć elektryczną działającą w 100% na energii odnawialnej i zakończenie używania paliw kopalnych w przeciągu dziesięciu lat. Koszt tych zmian został oszacowany na prawie 2,5 biliona dolarów rocznie i miał by być w części sfinansowany wyższymi podatkami ludzi zamożnych. Ocasio-Cortez powiedziała, że ma otwarty umysł co do roli energii nuklearnej w „Green New Deal”, jednak była krytykowana za ignorowanie tego w jej wcześniejszej propozycji.

### Polityka podatkowa
Ocasio-Cortez zaproponowała wprowadzenie krańcowego podatku w wysokości 70% od dochodu powyżej 10 mln dolarów na opłacenie „Zielonego Nowego Ładu”. Według ekspertów podatkowych, z którymi skontaktował się „The Washington Post”, podatek ten przyniósłby dodatkowe dochody w wysokości 720 miliardów dolarów na dekadę. Ocasio-Cortez sprzeciwiła się i zagłosowała przeciw zasadzie pay-as-you-go, popieranej przez demokratycznych przywódców, która wymaga neutralnej dla deficytu polityki fiskalnej, przy czym wszystkie nowe wydatki równoważone są podwyżkami podatków lub cięciami wydatków. Ocasio-Cortez i reprezentant Ro Khanna uznali zasadę jako krępującą w stosunku do nowej i rozszerzonej polityki. Ocasio-Cortez zacytowała nowoczesną teorię monetarną jako usprawiedliwienie dla wyższych deficytów w celu finansowania jej programu. Porównując sytuację do wielkiego kryzysu, argumentowała, że „Zielony Nowy Ład” wymaga wydatków na deficyt, tak jak pierwotny Nowy Ład.

### Imigracja
Ocasio-Cortez wiele razy zaznaczała swoje poparcie dla zaprzestania dofinansowywania oraz zniesienia amerykańskiej agencji ds. imigracji i cła (ICE). W lutym 2018 nazwała ją produktem paktu legislacyjnego USA Patriot Act z czasów Busha oraz organem ścigania, który każdego dnia przybiera coraz bardziej paramilitarny ton. Powiedziała, że powstrzyma się przed całkowitym rozwiązaniem agencji i wolałaby stworzyć ścieżkę prowadzącą do posiadania amerykańskiego obywatelstwa przez większą liczbę imigrantów poprzez dekryminalizację. Później wyjaśniła, że nie oznacza to zaprzestania wszystkich deportacji. Dwa dni przed prawyborami Ocasio-Cortez uczestniczyła w proteście w ośrodku zatrzymań dzieci ICE w Tornillo w Teksasie. Była jedyną demokratką, która głosowała przeciwko ustawie H.R. 648, która miała na celu sfinansowanie ponownego otwarcia rządu, ponieważ finansował ICE.
W styczniu 2021 Ocasio-Cortez zaznaczyła swoje poparcie wobec Roadmap to Freedom resolution, której broniła przedstawiciela Pramila Jayapal. Rezolucja ma na celu ochronę migrantów znajdujących się w trudnej sytuacji, przy jednoczesnym zmniejszeniu postępowań karnych wobec nich.

#### Ośrodki zatrzymań dla nielegalnych imigrantów
W czerwcu 2019 Ocasio-Cortez porównała ośrodki zatrzymań dla nielegalnych imigrantów pod administracją Trumpa na granicy meksykańsko-amerykańskiej do obozów koncentracyjnych. Zacytowała analizę ekspercką odnosząc się do artykułu „Esquire” cytującego Andreę Pitzera, autora One Long Night: A Global History of Concentration Camps, który wysunął podobne twierdzenie. Niektórzy naukowcy poparli użycie przez Ocasio-Corteza terminu na określenie przymusowego przetrzymywania imigrantów. Inni mocno go krytykowali, twierdząc, że okazuje on brak szacunku dla ofiar Holokaustu. W odpowiedzi na krytykę zarówno republikanów, jak i demokratów, Ocasio-Cortez powiedziała, że połączyli oni obozy koncentracyjne (obozy, w których masowo przetrzymywano cywilów bez procesu) z obozami śmierci. Odmówiła przeproszenia za użycie określenia, mówiąc: Jeśli czujesz się nieswojo, walcz z obozami, a nie z nomenklaturą.
W lipcu 2019 Ocasio-Cortez odwiedziła ośrodki dla migrantów i inne obiekty w Teksasie w ramach delegacji Kongresu, aby na własne oczy zobaczyć kryzys graniczny. Określiła warunki jako przerażające. Relacjonowała, że kobiety w jednej z cel powiedziały, że nie miały dostępu do prysznica przez dwa tygodnie i, że gdy ich zlew się zepsuł, to powiedziano im, że powinny pić wodę z toalety. Jedna z kobiet oznajmiła, że jej córki zostały jej odebrane dwa tygodnie wcześniej i że nadal nie wie, gdzie są.
W lutym 2021, kiedy administracja Bidena ponownie otworzyła ośrodek w Carrizo Springs w Teksasie, w którym mogą przebywać dzieci migrantów bez opieki, Ocasio-Cortez odpowiedziała, że takie działania nigdy nie będą w porządku, bez względu na administrację czy partię. W celu podjęcia krótkoterminowych środków zaradczych wezwała do obowiązkowego licencjonowania takich ośrodków i ponownego rozważenia sposobu, w jaki ośrodki są kontraktowane.

### Przeciwdziałanie ubóstwu
We wrześniu 2019 Ocasio-Cortez przedstawiła propozycje przeciwdziałania ubóstwu (zawarte w pakiecie o nazwie A Just Society), które uwzględniałyby koszty opieki nad dziećmi, opiekę zdrowotną i nowe potrzeby, takie jak dostęp do Internetu. Wniosek ograniczyłby roczne podwyżki czynszu i zapewniłby dostęp do programów opieki społecznej osobom z wyrokami skazującymi i nieudokumentowanym imigrantom. Według spisu ludności USA około 40 milionów Amerykanów żyje w biedzie.

### Równość środowisk LGBTQ
Ocasio-Cortez jest rzecznikiem praw osób LGBTQ. Mówiła otwarcie o wspieraniu społeczności LGBTQ i dziękowała jego członkom za ich rolę w swojej kampanii. Ocasio-Cortez wypromowała i pojawiła się na transmisji gier komputerowych w celu zebrania pieniędzy na „Mermaids”, brytyjską organizację charytatywną na rzecz dzieci transpłciowych. W styczniu 2019 podczas marszu kobiet na Manhattanie Ocasio-Cortez wygłosiła przemówienie w celu poparcia zbiórki środków potrzebnych do zapewnienia równości osób LGBTQ w miejscach pracy i nie tylko. Zwróciła również uwagę na uznanie praw osób transpłciowych, mówiąc: To oczywiste… prawa osób trans są prawami obywatelskimi i prawami człowieka.
27 lutego 2020 w Izbie Komisji ds. Nadzoru i Reform Ocasio-Cortez walczyła o równość praw LGBTQ w kontekście swojej religijnej przeszłości. Odniosła się do katolickiego szpitala, który odmówił histerektomii dla transpłciowego mężczyzny, mówiąc: nie ma nic świętego w odmawianiu pomocy medycznej ludziom, bez względu na to, jacy są i jak się utożsamiają. Nie ma nic świętego w wyrzucaniu kogoś ze szpitala.

### Puerto Rico
Ocasio-Cortez wezwała do solidarności z Puerto Rico. Opowiadała się za przyznaniem obywatelom Portoryko praw obywatelskich niezależnie od kwalifikacji prawnej Portoryko. Jest zwolenniczką nadania praw wyborczych oraz pomocy w przypadku katastrof. Ocasio-Cortez skrytykowała odpowiedź FEMA w stosunku wobec huraganu Maria i niechęci rządu federalnego do zajęcia się statusem politycznym Puerto Rico. Uważa, że rząd federalny powinien zwiększyć inwestycje w Puerto Rico. W sierpniu 2020 Ocasio-Cortez i Nydia Velázquez przedstawiły ustawę Puerto Rico Self-Determination Act 2020, która była przekazana Komisji ds. Zasobów Naturalnych.
18 marca 2021 Ocasio-Cortez, Velázquez i senator Robert Menendez przedstawili nową wersję ustawy Puerto Rico Self-Discrimination Act 2021 z ponad 70 współsponsorami w Izbie i siedmioma współsponsorami w Senacie, w tym z jednym republikaninem.

### Prezydentura Donalda Trumpa
28 czerwca 2018 Ocasio-Cortez powiedziała CNN, że wspiera oskarżenie prezydenta Trumpa, powołując się na oskarżenia wobec klauzuli wynagrodzeń i zaznaczyła, że musimy pociągać wszystkich do odpowiedzialności za swoje czyny i nie pozwolić żeby ktoś stał ponad prawem.

### Bankowość
W końcu 2020 Ocasio-Cortez i Rashida Tlaib zaproponowały ustawę o bankowości publicznej, aby zachęcić do tworzenia państwowych i lokalnych banków publicznych, dając im dostęp do zasobów Rezerwy Federalnej i ustanawiając krajowe wytyczne dotyczące bankowości publicznej.
W kwietniu 2021 Ocasio-Cortez ogłosiła projekt ustawy, który stworzyła wraz z trzema innymi senatorami w celu wdrożenia pilotażowych programów bankowości pocztowej na obszarach wiejskich i miejskich o niskich dochodach, gdzie miliony gospodarstw domowych nie mają dostępu do standardowych usług bankowych.

### Podwyżki płac w Kongresie
W 2019 Ocasio-Cortez wspierała podwyżki płac kongresu. Napisała: Nie jest to przyjemne ani politycznie popularne stanowisko. Ale spójność jest ważna. WSZYSCY pracownicy powinni otrzymać wzrost kosztów utrzymania. Dlatego minimalna płaca też powinna być ustalana w stosunku z inflacją. Członkowie Kongresu zarabiają 174 000 $ rocznie; Spiker Izby Reprezentantów Stanów Zjednoczonych zarabia 223 500 $, a Liderzy Partii w Izbie reprezentantów 193 400 $. Republikanin Kevin McCarthy dołączył do niej, także wspierając podwyżkę płac, mówiąc, że nie chce, aby kongres był miejscem, w którym zasiadać mogą tylko zamożni. Inni, m.in. Joe Cunningham, sprzeciwił się mówiąc: Nie zebraliśmy się tutaj, żeby dawać sobie podwyżki.

### Plan HQ2 Amazona
Ocasio-Cortez sprzeciwiała się planowanej nowojorskiej umowie, aby udzielić platformie Amazon.com 3-miliardowej dotacji stanowych i miejskich oraz ulg podatkowych na budowę drugiej siedziby (Amazon HQ2) w okolicy jej dystryktu kongresowego. Ocasio-Cortez oznajmiła, że miasto zamiast w korporacje powinno zainwestować 3 miliardy dolarów w sam dystrykt. Niektórzy z komentujących skrytykowali jej uwagi sugerując, że Ocasio-Cortez nie rozumie, że ulgi podatkowe to rabaty od pieniędzy wypłacanych na rząd (a nie przez rząd) i że Nowy Jork nie posiada 3 miliardów dolarów w gotówce, które dałoby Amazonowi, oraz że pieniądze i profesje z wysokim wynagrodzeniem zniknęłyby, gdyby Amazon zrezygnował.

### Polityka zagraniczna

#### Chiny
Ocasio-Cortez skrytykowała amerykańskie firmy Activision Blizzard i Apple za cenzurowanie prodemokratycznych demonstrantów w Hongkongu. Podpisała list do dyrektora generalnego Activision Blizzard Bobby’ego Koticka, w którym czytamy: W miarę, jak Chiny wzmacniają kampanię zastraszania, państwa firma musi zdecydować, czy wyjść poza korzyści finansowe i promować amerykańskie wartości – takie jak wolność słowa i myśli, lub poddać się żądaniom Pekinu w celu zachowania dostępu do rynku.
Ponadpartyjny list Ocasio-Cortez i siedmiu innych prawodawców dobitnie skrytykował sposób, w jaki NBA traktuje kontrowersje związane z tweetem dyrektora generalnego Houston Rockets, Daryla Moreya wspierającego prodemokratyczne protesty w Hongkongu. Pracodawcy napisali, że odpowiedź NBA nie tylko sprzedała amerykańskiego obywatela”, ale także wzmacnia Komunistyczną Partię Chin w kwestii tego, że osoby, które wskazują na opresję mającą miejsce w Hongkongu stwierdzają swoje opinie, a nie fakty i jest zdradą fundamentalnych wartości amerykańskich.

#### Izrael
W maju 2018 Ocasio-Cortez skrytykowała użycie przez Siły Obronne Izraela śmiercionośnej siły przeciwko Palestyńczykom uczestniczącym w protestach na granicy Gazy w 2018, nazywając to na Twitterze masakrą. W wywiadzie dla PBS serii Firing Line z lipca 2018 powiedziała, że jest zwolenniczką rozwiązania dwu państwowego i nazwała obecność Izraela na Zachodnim Brzegu okupacją Palestyny. Użycie terminu okupacja wywołało reakcję wielu proizraelskich grup i komentatorów. Inni bronili jej uwag, powołując się na określenie przez ONZ terytorium na Zachodnim Brzegu jako okupowanego. W lipcu 2019 Ocasio-Cortez głosowała przeciwko rezolucji Izby Reprezentantów przedstawionej przez demokratycznego kongresmena Brada Schneidera z Illinois potępiającej Globalny Bojkot, Zbycie i Sankcje skierowany przeciwko Izraelowi.
Ocasio-Cortez ostrzegła, że planowana przez Izrael aneksja terytoriów palestyńskich na okupowanym Zachodnim Brzegu położy podwaliny pod przekształcenie Izraela w państwo apartheidu. Napisała do sekretarza stanu USA Mike’a Pompeo, że będzie działać na rzecz przestrzegania przepisów, które warunkują przyznanie Izraelowi 3,8 miliarda dolarów amerykańskich środków wojskowych, aby zapewnić, że podatnicy USA w żaden sposób nie popierają aneksji. AIPAC potępił list, mówiąc, że zagroził on stosunkom USA – Izrael.
W maju 2021 Ocasio-Cortez wydała oświadczenie potępiające izraelskie eksmisje rodzin palestyńskich z ich domów w okupowanej przez Izrael Jerozolimie Wschodniej. Skrytykowała prezydenta Bidena za powiedzenie, że Izrael ma prawo do samoobrony, argumentując, że ogólne oświadczenia, takie jak te [z] niewielkim kontekstem lub uznaniem tego, co przyspieszyło ten cykl przemocy – a mianowicie wypędzenia Palestyńczyków i ataki na Al-Aksę – dehumanizować Palestyńczyków [i] sugerować, że Stany Zjednoczone będą patrzeć z innej strony na łamanie praw człowieka.

#### Wojna zastępcza Arabii Saudyjskiej i Jemenu
Ocasio-Cortez zagłosowała za wycofaniem wsparcia wojskowego w wojnie Arabii Saudyjskiej w Jemenie. Skrytykowała administracje prezydenta Trumpa za spotęgowanie napięć z Iranem, mówiąc, że doprowadziłoby to kraj do konfliktu zbrojnego, co jest kompletnie nieodpowiedzialne.

#### Wojna na Ukrainie
W kwietniu 2022 roku Ocasio-Cortez zagłosowała przeciwko rezolucji Kongresu USA wzywającej prezydenta Bidena do konfiskowania majątków bogatym Rosjanom i przekazania dochodu uzyskanego z ich sprzedania na wsparcie Ukrainy.

## Zatwierdzenia polityczne
W styczniu 2020 Ocasio-Cortez ogłosiła powstanie PAC – Courage to Change (tłum. „Odwaga do zmiany”), który ogłosił swoje pierwsze poparcie dla postępowych demokratów 21 lutego tego samego roku. Niektórzy z progresywnych komentatorów skrytykowali Ocasio-Cortez za to, że do 3 marca poparła tylko dwóch głównych pretendentów Demokratów. Godnym uwagi zaniedbaniem była Cori Bush, która otrzymała poparcie Ocasio-Cortez już dwa lata wcześniej.